# Bretten (Bade-Wurtemberg)
Pour les articles homonymes, voir Bretten.
Bretten est une ville d'Allemagne, située au nord-est de Karlsruhe dans le Bade-Wurtemberg. Elle est après Bruchsal et Ettlingen la troisième plus grosse ville du district de Karlsruhe.

## Chronologie
| Appartenances historiques Palatinat du Rhin 1349-1803 Électorat de Bade 1803–1806 Grand-duché de Bade 1806–1918 République de Weimar 1918–1933 Reich allemand 1933–1945 Allemagne occupée 1945–1949 Allemagne 1949–présent |

- 767 : L'endroit est mentionné pour la première fois dans le Codex de Lorsch sous le nom de Villa Breteheim ;
- 1109 : Bretten est le siège des comtes de Kraichgau von Lauffen et en 1120 devient un marché ;
- 1209 : L'établissement passe aux mains des comtes von Eberstein.
- 1254 : La ville est décrite pour la première fois comme telle ;
- 1349 : Bretten entre dans le domaine impérial sous l'autorité des comtes palatins du Rhin et d'un bailli, notamment Weiprecht I. von Helmstatt ;
- 1492 : Le comte palatin Philipp autorise quatre marchés annuels à Bretten ;
- 1497 : Naissance de Philipp Melanchthon dans la maison de son grand-père Johann Reuter sur la place du marché.
- 1504 : Bretten résiste au siège mené par Ulrich von Württemberg avec une armée de 30 000 hommes.
- 1689 : Bretten est détruite lors de la guerre de succession du Palatinat ;
- 1803 : En raison du recès de la Diète d'Empire, Bretten est rattachée à l'électorat de Bade et devient le siège d'une zone administrative qui sera élargie en 1813 pour remplacer la communauté de Gochsheim.
- 1821 : Construction de la synagogue ;
- 1853 : Première liaison ferroviaire avec la ligne Stuttgart - Heidelberg ;
- 1879 : Après la construction du réseau ("Kraichgaubahn") qui dessert l'agglomération de Karlsruhe - Heilbronn Bretten devient un nœud ferroviaire.
- 1936 : Dissolution de la communauté de Bretten. La ville et ses environs sont rattachés au district (Landkreis) de Karlsruhe, Neibsheim à celui de Bruchsal.
- 1938 : Destruction de la synagogue pendant les pogroms du Troisième Reich ;
- 1971 - 1975 : Formation d'une communauté de neuf communes voisines. Le chiffre de la population dépasse alors les 20 000, ce qui permet à la municipalité de briguer le statut de Große Kreisstadt, entériné par une décision du gouvernement du land de Bade-Wurtemberg, le premier janvier 1975.
- 1990 : Bretten accueille les festivités qui célèbrent l'anniversaire de la création du Bade-Wurtemberg.
- 1992 : Inauguration de la ligne Karlsruhe - Bretten.

## Jumelages
- Longjumeau (France) depuis 1981
- Bellegarde-sur-Valserine (France) depuis 2001[1]

## Personnages célèbres

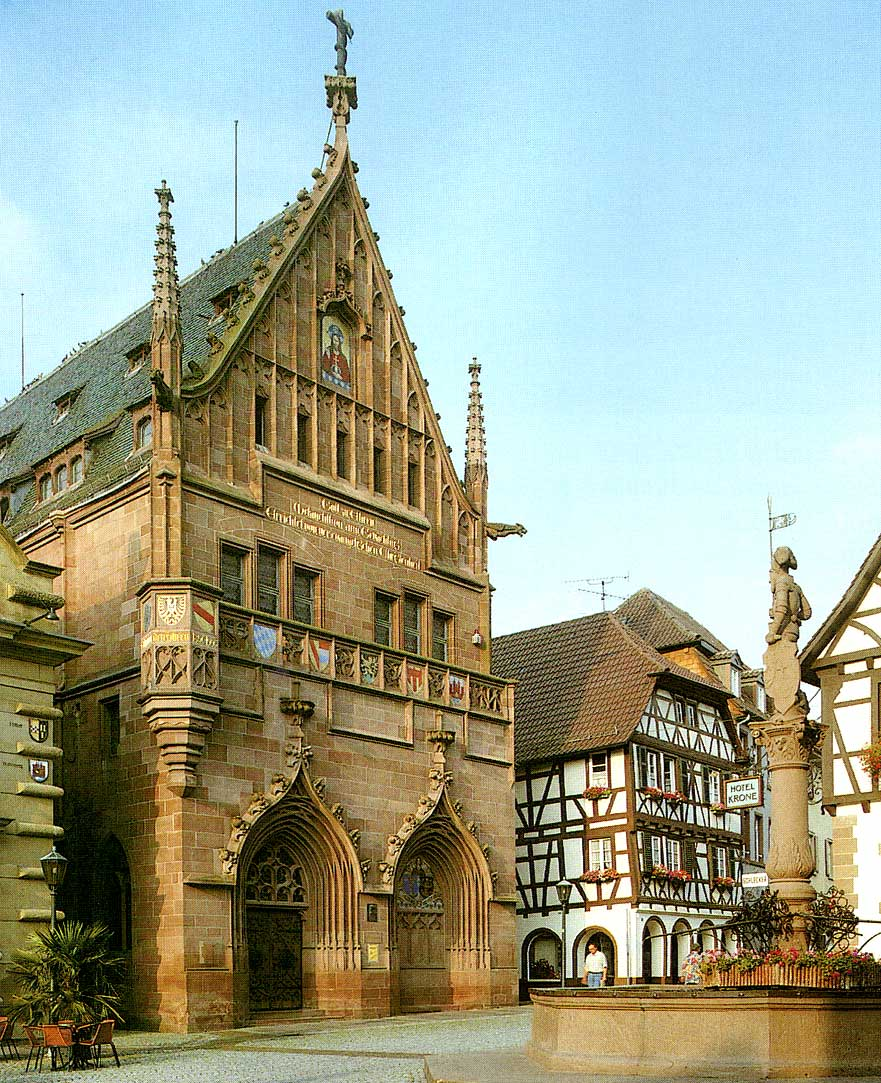
Maison de Melanchton (1897).

- Philippe Melanchthon (1497-1560), réformateur religieux allemand. La ville lui a rendu hommage avec la Melanchtonhaus de l'architecte Art nouveau Hermann Billing, inaugurée pour le quatre-centième anniversaire de sa naissance.
- Samuel Eisenmenger (Siderocrates ; 1534–1585), médecin et astronome ;
- Johannes Opsopoeus (1556-1596), médecin.